# Lycée Sainte-Marie-Madeleine (Poznań)
Pour les articles homonymes, voir Lycée Sainte-Marie.

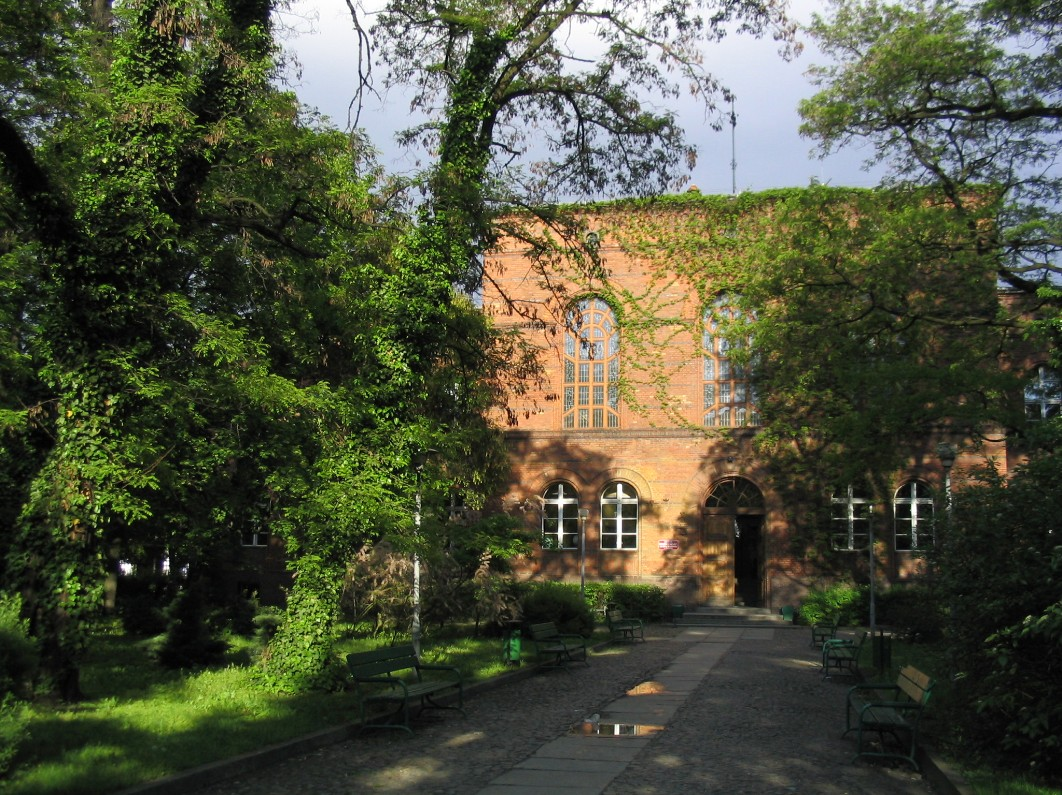

Le lycée Sainte-Marie-Madeleine (en polonais :Liceum św. Marii Magdaleny), est une institution d'enseignement secondaire catholique sept fois centenaire, sise à Poznań en Pologne. Fondée au début du XIVe siècle, l'école est confiée aux jésuites en 1573  qui en font un florissant collège. Devenu 'lycée Sainte-Marie-Madeleine' au début du XIXe siècle l'institution retrouve une nouvelle vie après la chute du régime communiste et rouvre ses portes en 1990.

## Historique
Une école est fondée auprès de l'église Sainte-Marie-Madeleine en 1303 par l'évêque Andrzej Zaremba.
En 1573 l'école est confiée aux jésuites. Ils la transformèrent en un grand collège connu sous son nom latin de Collegium Posnaniae. Dans ce collège ont étudié entre autres Jakub Wujek, le bienheureux Rafał Chyliński, Augustyn Kordecki et Stanisław Staszic. 
Après la dissolution de l'ordre des Jésuites le collège passa sous la direction de la Commission de l'Éducation nationale (Komisja Edukacji Narodowej). Frédéric Chopin y donna un concert.  
Durant toute cette époque (1795-1918) le collège fonctionne comme lycée (Gimnazjum św. Marii Magdaleny). On lui reprit toutes ses propriétés. En 1939 le président Ignacy Mościcki décora le lycée de l'Ordre Polonia Restituta. 
En 1990 le gouvernement polonais réactive le lycée Sainte Marie-Madeleine. En 2003 le lycée decerne à Jean-Paul II sa médaille du 700e anniversaire.

## Les élèves célèbres
- Jakub Wujek (1541-1597)
- Augustyn Kordecki (1603-1673)
- Rafał Chyliński (1694-1741)
- Stanisław Staszic (1755-1826)
- Leon Przyłuski (1789-1865)
- Ignacy Prądzyński (1792-1850)
- Paweł Edmund Strzelecki (1797-1873)
- Karol Marcinkowski (1800-1846)
- Gustaw Potworowski (1800-1860)
- Jan Konstanty Żupański (1804-1883)
- dr Karol Libelt (1807-1875)
- dr Hipolit Cegielski (1813-1868)
- dr Marceli Motty (1818-1898)
- Władysław Niegolewski (1819-1885)
- Edmund Taczanowski (1822-1879)
- Jan Kanty Działyński (1829-1880)
- ks. Augustyn Szamarzewski (1832-1891)
- Jan Kasprowicz (1860-1926)
- Wojciech Trąmpczyński (1860-1952)
- dr Bolesław Krysiewicz (1862-1932)
- Jarogniew Drwęski (1875-1921)
- Cyryl Ratajski (1875-1942)
- prof. dr Wiktor Dega (1896-1995)
- Wacław Taranczewski (1903-1987)
- Henryk Zygalski (1906-1978)
- Jerzy Waldorff (1910-1999)
- S. E. Mgr Adam Kozłowiecki (1911-2007)
- dr Karol Hoffmann (1913-1971)
- o. Marian Żelazek (1918-2006)
- ks. prałat prof. dr hab. Marian Wolniewicz (1919-2005)
- prof. Stefan Stuligrosz (1920-2012)
- Mgr Marian Przykucki (de) (ur. 1924)

## Sources
- M. Banasiewicz, Z dziejów Gimnazjum Marii Magdaleny w Poznaniu, Poznań 1964
- G. Łukomski, Liceum Św. Marii Magdaleny, Poznań 2002.